# Deep-throating

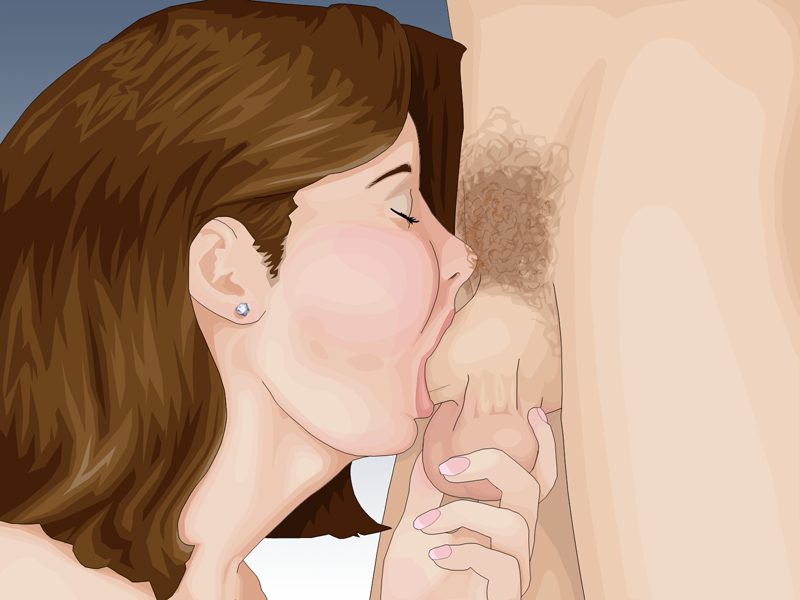
Minh họa

Deep-throating (tạm dịch Bú tràn bảng họng) là hành vi tình dục chỉ việc ngậm toàn bộ dương vật, từ bao quy đầu đến gốc, của bạn tình vào trong miệng, thậm chí sâu xuống cổ họng. Đây được coi là một dạng bú dương vật, một phần trong việc làm tình bằng miệng.
Cách thức và thuật ngữ deep throat được phổ biến lần đầu vào năm 1972 trong phim khiêu dâm Deep Throat.